# Welzo
株式会社welzo（ウェルゾ）は福岡県福岡市に本社を置く肥料・飼料卸売商社。旧社名は株式会社ニチリウ永瀬。

## 事業内容
- 肥料・肥料原料の販売と製造・加工及び製品の販売、並びに園芸用品・資材などの販売。
- 肥糧事業は有機肥料、化成肥料、土壌改良材等を肥料商・農家・農協等に販売。
- 飼肥料原料事業は、水産・畜産用飼料の原料及び肥料や化学品の原料を国内・海外から調達し、肥料メーカー及び化学品メーカーへ販売。
- 園芸事業は、国内・海外・商社から商品を調達し、主に小売業（ホームセンター、園芸店、生花店等）に商品を売り場提案を伴う多品種の販売・供給。

それぞれの事業分野においては、国内トップの規模と実績を誇る。 

## 沿革
- 1952年（昭和27年）9月 - 永瀬株式会社設立。
- 1968年（昭和43年）2月 - 株式会社龍および日東花材株式会社設立。
- 1996年（平成8年）7月 - 株式会社龍と日東花材が合併し、株式会社ニチリウを設立。
- 1997年（平成9年）6月 - 福岡県、北九州市、タキイ種苗、西日本銀行、福岡シティ銀行（のちに2行は合併し、現・西日本シティ銀行）、福岡銀行、安田火災海上保険株式会社（現・損害保険ジャパン）との共同出資により、株式会社サンアンドホープを設立。
- 2006年（平成18年）7月 - ニチリウが永瀬株式会社と合併し、株式会社ニチリウ永瀬に商号変更。
- 2009年（平成21年）
  - 3月 - 株式会社松崎商店を株式譲受により子会社化。
  - 9月 - 子会社の松崎商店がダイセコ株式会社の事業を継承。
- 2010年（平成22年）
  - 1月 - 子会社の株式会社松崎商店の事業を譲り受け、関東営業所及び関東物流センターを開設。
  - 3月 - 株式会社レジャーライフを株式譲受により子会社化。
- 2014年（平成26年）
  - 7月 - 子会社の株式会社レジャーライフを吸収合併し、四国営業所及び四国物流センターを開設。株式会社シモダ物産を完全子会社化。
  - 12月 - 子会社の株式会社シモダ物産を吸収合併し、小倉営業所を開設
- 2015年（平成27年）
  - 7月 - ジョンソンから同社子会社のジョンソントレーディング株式会社の全株式を譲り受け、完全子会社化
  - 12月 - ジョンソントレーディングの株式の一部（35%）をアース製薬へ譲渡[2]。
- 2016年（平成28年）11月 - ジョンソントレーディングの株式の一部（30%）をアース製薬へ譲渡[3]。
- 2021年（令和3年）1月 - コーポレートロゴを改定し、新ブランド「welzo（ウェルゾ）」を制定[4]。
- 2023年（令和5年）1月 - 商号を株式会社welzoへ変更[5][6]。

## 関連会社
- 株式会社サンアンドホープ（肥料製造・販売）
- 株式会社ジャット（肥料製造・販売・土壌分析）